# Чхартишвили, Илья Калистратович
Илья Калистратович Чхартишвили (15 августа 1912, село Супса, Озургетский уезд, Кутаисская губерния, Российская империя — неизвестно, Тбилиси, Грузинская ССР) — грузинский советский партийный, государственный и хозяйственный деятель, заведующий отделом сельского хозяйства Ланчхутского района, первый секретарь имени 26-ти Бакинских комиссаров райкома партии города Тбилиси, Грузинская ССР. Герой Социалистического Труда (1949). Депутат Верховного Совета Грузинской ССР 4-го созыва. Член ЦК Компартии Грузии.

## Биография
Родился в 1912 году в крестьянской семье в селе Супса Озургетского уезда. С раннего возраста трудился в сельском хозяйстве. В последующем, получив высшее образование, трудился на различных ответственных должностях в сельском хозяйстве Грузинской ССР. С 1939 года — член ВЛКСМ, с 1940 года — инструктор Тбилисского райкома партии, затем — заместитель начальника отдела кадров до призыва в сентябре 1941 года в Красную Армию по мобилизации. С февраля 1942 года участвовал в Великой Отечественной войне. Воевал командиром стрелкового взвода 54-го стрелкового полка 25-й Чапаевской дивизии. В июне 1942 года во время обороны Севастополя получил серьёзное ранение.
После излечения в госпитале комиссовался в мае 1943 года в звании лейтенанта и возвратился на родину. Трудился на партийных и хозяйственных должностях. В послевоенные годы — заведующий отделом сельского хозяйства Ланчхутского района. Занимался восстановлением сельского хозяйства в районе. Благодаря его деятельности сельскохозяйственные предприятия района за короткое время в годы Четвёртой пятилетки (1946—1950) достигли довоенного уровня производства чайного листа.
В 1948 году обеспечил перевыполнение в целом по району планового сбора урожая чайного листа на 25,1 %. Указом Президиума Верховного Совета СССР от 3 июля 1950 удостоен звания Героя Социалистического Труда за «получение высоких урожаев сортового зелёного чайного листа и цитрусовых плодов в 1948 году» с вручением ордена Ленина и золотой медали «Серп и Молот».
Этим же указом званием Героя Социалистического Труда были награждены первый секретарь Ланчхутского райкома партии Шалва Арчилович Хитири, председатель Ланчхутского райисполкома Христофор Эрастиевич Манцкава, главный районный агроном Григорий Григорьевич Хундадзе и 9 тружеников различных колхозов Ланчхутского района.
Через несколько месяцев в 1949 году был назначен вторым секретарём Молотовского райкома партии города Тбилиси. Его преемником на должности заведующего отделом сельского хозяйства Ланчхутского района был стал Илья Джимшетович Чхаидзе. С 1951 года — заведующий отделом Тбилисского горкома партии по кадрам, с 1953 года — первый секретарь имени 26-ти Бакинских комиссаров райкома партии города Тбилиси (сегодня — район Авлабари).
Избирался депутатом Верховного Совета Грузинской ССР 4-го созыва (1955—1959), делегатом XVI съезда Компартии Грузии, с 1954 года — членом ЦК Компартии Грузии.
После выхода на пенсию проживал в Тбилиси. Дата смерти не установлена.
Награды
- Герой Социалистического Труда
- Орден Ленина
- Медаль «За оборону Кавказа» (01.05.1944)
- Медаль «За боевые заслуги» (06.11.1947)